# Сборная Швейцарии по биатлону
Сборная Швейцарии по биатлону представляет государство Швейцария на международных турнирах по биатлону.

## Олимпийские игры
Команда Швейцарии была единственной из четырех победителей соревнований военных патрулей, которые считаются предшественниками биатлона на Играх, которая получила свои золотые медали. Победа была одержана на I Зимних Олимпийских играх в Шамони (1924).
Первая швейцарская биатлонистка, завоевавшая медаль - Селина Гаспарин. Она завоевала серебро на Олимпийских играх в Сочи в 2014 году.

## Актуальный состав
Состав на этап Кубка мира 2018/2019 в Поклюке:
| Основная сборная | Основная сборная |
| Мужчины          | Женщины          |
| ---------------- | ---------------- |
| Марио Дольдер    | Селина Гаспарин  |
| Жереми Финелло   | Элиза Гаспарин   |
| Беньямин Вегер   | Аита Гаспарин    |
| Серафин Вистнер  | Лена Хекки       |